# Telcagepant
Telcagepant (INN) (tên mã MK-0974) là một chất đối kháng thụ thể peptide liên quan đến gen calcitonin, một loại thuốc điều trị trong điều trị cấp tính và phòng ngừa chứng đau nửa đầu, được phát triển bởi Merck &amp; Co..
Trong điều trị cấp tính của chứng đau nửa đầu, nó đã được tìm thấy có tiềm năng tương đương với rizatriptan  và zolmitriptan
Một thử nghiệm lâm sàng giai đoạn IIa nghiên cứu telcagepant để điều trị dự phòng chứng đau nửa đầu từng cơn đã dừng lại vào ngày 26 tháng 3 năm 2009 sau khi "xác định hai bệnh nhân có độ cao đáng kể trong transaminase huyết thanh". Một bản ghi nhớ cho các địa điểm nghiên cứu cho biết rằng telcagepant đã được báo cáo sơ bộ để làm tăng nồng độ men gan alanine transaminase (ALT) ở "11 trong số 660 người tham gia nghiên cứu ngẫu nhiên (mù đôi)". Tất cả những người tham gia nghiên cứu được yêu cầu ngừng dùng thuốc.
Vào tháng 7 năm 2011, Merck tuyên bố rằng họ đã ngừng phát triển telcagepant.